# Rick Steiner
Robert Rechsteiner, noto con lo pseudonimo Rick Steiner (Bay City, 9 marzo 1961), è un ex wrestler statunitense.
Assieme al fratello Scott ha dato vita al tag team Steiner Brothers, uno dei più famosi nella storia del wrestling.
Ha lottato in molte delle federazioni più importanti del mondo, come la World Wrestling Federation, la World Championship Wrestling, la Extreme Championship Wrestling e la Total Nonstop Action Wrestling.
Nella WWF ha vinto per due volte il World Tag Team Championship assieme a Scott. Assieme al fratello ha detenuto l'NWA Mid-Atlantic Tag Team Championship dal 9 dicembre 2006 al 2 maggio 2009. 
Con 199 vittorie in coppia, 5 in singolo e 10 sconfitte, è il wrestler con la maggior percentuale di vittorie (94%) in WWE/WWF. Il 28 marzo 2022 è stato introdotto con il fratello Scott nella WWE Hall of Fame.

## Carriera
Rechsteiner praticò con successo la lotta libera studentesca alla University of Michigan, dove si classificò secondo nel campionato scolastico Big Ten del 1983, diventando un All-American e stabilendo il record per lo schienamento più veloce, vincendo in soli 15 secondi il suo match. Dopo aver conseguito il diploma in educazione fisica, venne introdotto nel mondo del wrestling professionistico da George "The Animal" Steele iniziando a combattere subito dopo il college. Inizialmente lottava come Rob Rechsteiner ma in seguito decise di adottare un ring name più semplice ed immediato: Rick Steiner. Passò il primo periodo di carriera nella American Wrestling Association, nella International Wrestling di Montréal, e nella Universal Wrestling Federation prima di approdare alla National Wrestling Alliance nel 1988.

### National Wrestling Alliance / World Championship Wrestling (1988–1992)
Formò un tag team con Sting nella UWF e fu membro della stable heel denominata Varsity Club insieme a Mike Rotunda e al loro manager Kevin Sullivan. Poco tempo dopo ruppe i rapporti con Rotunda e Sullivan diventando un face a tutti gli effetti, e vinse l'NWA World Television Championship battendo proprio l'ex alleato Rotunda al ppv Starrcade '88.

#### In coppia con Scott Steiner
All'inizio del 1989, Rick iniziò ad essere accompagnato sul ring dal fratello Scott, e in breve tempo i due formarono un tag team denominato The Steiner Brothers. Dettero prova di essere degli ottimi combattenti sconfiggendo i Freebirds e strappando loro le cinture di NWA World Tag Team Championship nel novembre 1989. Il duo continuò a dominare la scena tag team NWA (e in seguito World Championship Wrestling), vincendo svariati titoli e facendo anche diverse apparizioni di successo in Giappone nella New Japan Pro-Wrestling. Fu durante questo periodo che Rick si guadagnò il soprannome "The Dog-Faced Gremlin".

### World Wrestling Federation (1992–1994)
I fratelli Steiner passarono alla World Wrestling Federation, la grande compagnia rivale della WCW, nel dicembre 1992 dopo che l'allora capo della WCW, Bill Watts, rifiutò di aumentare il loro ingaggio e di prolungargli il contratto. In WWF trovarono comunque altri successi, vincendo le cinture WWF Tag Team Championship dai Money Inc. (Ted DiBiase & Irwin R. Schyster) in due diverse occasioni.
Gli Steiner lasciarono la WWF dopo solo un anno di contratto, e Rick affermò in seguito che Vince McMahon non stava mantenendo le promesse che aveva fatto circa il futuro della coppia.

### Extreme Championship Wrestling (1995)
I due fratelli Steiner debuttarono nella Extreme Championship Wrestling il 28 luglio 1995, battendo il team composto da Dudley Dudley e Vampire Warrior. Successivamente sconfissero Dudley Dudley e 2 Cold Scorpio. Il 5 agosto 1995, durante WrestlePalooza 1995, combattendo insieme a Eddie Guerrero furono sconfitti da Scorpio, Dean Malenko e Cactus Jack. Il 25 agosto seguente, sconfissero Scorpio e Malenko, e la sera dopo, Scorpio e Chris Benoit.
Il 16 settembre a Gangstas' Paradise, gli Steiner unirono le proprie forze con Taz in un match perso contro i The Eliminators (John Kronus & Perry Saturn) e Jason. Il 23 settembre, sconfissero Raven e Stevie Richards. Scott fece anche un'altra apparizione (in coppia con Taz in un match contro gli Eliminators) il 28 ottobre, prima che i fratelli lasciassero l'ECW.

### Ritorno in WCW (1996–1998)
Gli Steiner tornarono nella WCW nel 1996. Inizialmente si scontrarono con i Road Warriors, ed ebbero anche diversi match con i campioni di coppia in carica Sting e Lex Luger. Poi vinsero i titoli WCW World Tag Team Championship dagli Harlem Heat il 24 luglio 1996, ma gli Harlem Heat riconquistarono le cinture solo tre giorni dopo averle perse e il cambio di titoli non venne mai ufficialmente menzionato in TV. Poco tempo dopo, Scott si infortunò seriamente alla schiena e Rick combatté in singolo fino al gennaio seguente quando suo fratello Scott poté ritornare a combattere. A seguito della formazione del New World Order (nWo), gli Steiner iniziarono un lungo feud con gli Outsiders (Scott Hall & Kevin Nash), che avevano vinto le cinture WCW World Tag Team Championship sconfiggendo gli Harlem Heat.

### Separazione e avvenimenti successivi (1997–2001)
Il turn heel di Scott iniziò alla fine del 1997 quando, aumentata la sua massa muscolare, decise di cambiare totalmente look, tagliandosi i capelli (in precedenza acconciati con un caratteristico taglio mullet), facendosi crescere il pizzo, e iniziando un feud con Buff Bagwell per stabilire chi avesse il fisico migliore. Scott passò definitivamente dalla parte dei "cattivi" entrando a far parte dell'nWo a SuperBrawl VIII il 22 febbraio 1998, arrivando addirittura ad attaccare il fratello Rick mentre stavano difendendo le cinture WCW World Tag Team Championship contro gli Outsiders; il voltafaccia di Scott Steiner permise agli Outsiders di riconquistare i titoli. La sera successiva a Monday Nitro, Scott adottò una nuova gimmick simile a quella interpretata da "Superstar" Billy Graham negli anni settanta-ottanta, capelli e barba tinti di biondo, e un ulteriore incremento della massa muscolare che andò a scapito della sua agilità, un tempo famosa.
I due fratelli ebbero un feud che coinvolse anche il nuovo partner di coppia di Scott, Buff Bagwell, mentre Rick si alleò con svariati partner come Kenny Kaos, Lex Luger, e persino la madre di Bagwell, Judy.

#### WCW World Television Champion (1999)
Dopo qualche mese di ricovero in ospedale per riprendersi da un brutto infortunio, Rick Steiner ritornò sul ring nel febbraio 1999. Durante la puntata del 1º marzo di Nitro, lui e Goldberg sconfissero Scott e Buff Bagwell. Dopo aver conquistato la vittoria in molti altri match, Steiner diventò un heel. Il 9 maggio a Slamboree 1999, Rick sconfisse Booker T vincendo il titolo WCW World Television Title. Dopo essere diventato uno dei "cattivi", Rick si riunì con Scott in qualche occasione ed iniziò un feud con Sting, culminato in una vittoriosa difesa del titolo al ppv Great American Bash il 13 giugno. Rick rimase campione TV per quattro mesi, perse la cintura contro Chris Benoit il 13 settembre, durante una puntata di Nitro, prima di riconquistarla dopo un mese a Halloween Havoc '99. A Mayhem, Scott Hall sconfisse Booker T mantenendo il United States Heavyweight Championship e vincendo anche il World Television Championship di Steiner, che egli aveva dovuto rendere vacante a causa di un nuovo infortunio che non gli permetteva di difendere la cintura.
Il 19 dicembre a Starrcade, Rick Steiner riformò il Varsity Club con Mike Rotunda e Kevin Sullivan per combattere in un eight-man tag team match insieme a Jim Duggan contro i Revolution. Però, il Club si rivoltò contro Duggan, lasciando che venisse schienato durante il match. Dopo Starrcade, Sullivan lasciò il Varsity Club mentre Steiner e Rotunda lottarono in coppia fino al marzo 2000.

#### WCW United States Heavyweight Champion (2001)
Nel gennaio 2001, Rick tornò in azione aiutando Kevin Nash contro il fratello Scott dopo un match per il titolo World Heavyweight Championship che aveva avuto luogo tra i due. Tale azione rese Rick di nuovo un face agli occhi del pubblico. Due giorni dopo, a Thunder, sconfisse Kwee Wee. Il 5 febbraio, Rick batté Shane Douglas aggiudicandosi il titolo United States Heavyweight Championship. Più avanti nel corso della serata, lottò in coppia con Nash contro Scott in un handicap match, ma tradì Nash aiutando Scott a vincere l'incontro, ridiventando un cattivo a tutti gli effetti ed entrando a far parte della fazione di Scott, i Magnificent Seven. Dopo la conquista del titolo U.S. Heavyweight Title, Steiner iniziò un breve feud con Dustin Rhodes con in palio la cintura, che culminò al ppv SuperBrawl Revenge con la vittoria di Rick Steiner. Il 18 marzo 2001, durante l'ultimo pay-per-view della WCW prima del fallimento, Greed, Rick Steiner perse il titolo U.S. Heavyweight contro Booker T.

### Total Nonstop Action Wrestling (2002, 2003, 2006–2008)
A seguito della chiusura della WCW, Rick Steiner continuò a lottare in svariate federazioni nel Sud degli Stati Uniti e in Giappone. Successivamente entrò nella neonata Total Nonstop Action Wrestling nel 2002, e partecipò ad un Gauntlet for the Gold match a 20 partecipanti indetto per incoronare il primo campione World Heavyweight Champion TNA, che fu vinto da Ken Shamrock. Ritornò in TNA nell'ottobre 2003 per una sera soltanto, azzuffandosi con Jeff Jarrett. Il 4 maggio 2006, durante una puntata di Impact!, ritornò nuovamente come possibile partner di Sting al pay-per-view Sacrifice.
Durante il pay-per-view della Total Nonstop Action Wrestling Sacrifice 2007, Scott Steiner lottò in coppia con Tomko in un Triple Threat Tag Team match. I due persero l'incontro e in seguito alla sconfitta, Tomko attaccò a tradimento Steiner. Rick Steiner accorse in aiuto del fratello scacciando Tomko, dando così inizio alla ricostituzione degli Steiner Brothers. La riformata coppia affrontò quindi il Team 3D a Slammiversary 2007 per i TNA World Tag Team Championship. Scott, però, non poté partecipare al match a causa di un infortunio alla trachea, e venne sostituito dal vecchio rivale Road Warrior Animal che lottò insieme a Rick. Mentre Scott si riprendeva dall'infortunio, il Team 3D lo prese ripetutamente in giro, domandando il suo ritorno sul ring, e mettendo in dubbio l'effettiva serietà del suo infortunio. Il duo allora riapparve attaccando il Team 3D a TNA Victory Road, facendogli perdere i titoli di coppia. Il ritorno degli Steiner Brothers portò Scott e Rick a ridiventare dei face. Al ppv Hard Justice, i fratelli Steiner sconfissero il Team 3D. Nella puntata del 16 agosto di Impact!, persero invece un Handicap match contro Kurt Angle a causa dell'interferenza proprio del Team 3D, cosa che inasprì ancora di più il loro feud. A Bound for Glory '07 gli Steiner Brothers saldarono i conti in sospeso con il Team 3D battendoli in un "Two out of Three Falls Table Match". Nel 2008, Rick lasciò la TNA per dissidi economici inerenti al suo contratto, Scott invece continuò a combattere in singolo, così gli Steiner Brothers si divisero per l'ennesima volta.

## Personaggio

### Mosse finali
- Diving bulldog
- Steiner Driver (Death Valley Driver)[21][22]

### Soprannomi
- "The Dog-Faced Gremlin"

## Titoli e riconoscimenti
Jim Crockett Promotions / World Championship Wrestling
- NWA Florida Heavyweight Championship (1)
- NWA United States Tag Team Championship (2 - 1 con Eddie Gilbert - 1 con Scott Steiner)
- WCW World Tag Team Championship (8 - 7 con Scott Steiner - 1 con Kenny Kaos)
- NWA/WCW World Television Championship (3)
- WCW United States Heavyweight Championship (1)
- Pat O'Connor Memorial Tag Team Tournament (1990) - con Scott Steiner

Mid-Atlantic Championship Wrestling
- NWA Mid-Atlantic Tag Team Championship (2 - 1 con Terry Taylor - 1 con Scott Steiner)

New Japan Pro-Wrestling
- IWGP Tag Team Championship (2 - con Scott Steiner)

Pro Wrestling America
- PWA Tag Team Championship (1 - con Scott Steiner)

Southern Championship Wrestling
- SCW Championship (1)

Universal Wrestling Federation
- UWF World Tag Team Championship (1 - con Sting)

World League Wrestling
- WLW Heavyweight Championship (2)

World Pro Wrestling
- WPW Heavyweight Championship (1)

Pro Wrestling Illustrated
- 10º tra i 500 migliori wrestler singoli nella PWI 500 (1991)
- Match of the Year con Scott Steiner contro Lex Luger e Sting a SuperBrawl. (1991)
- Tag Team of the Year con Scott Steiner. (1990, 1993)
- 2º insieme al fratello Scott, nella lista dei migliori 100 Tag Team dei "PWI Years" nel 2003[23]
- 88º nella lista dei migliori 500 wrestler dei "PWI Years" nel 2003[24]

World Wrestling Federation/Entertainment
- WWF World Tag Team Championship (2) - con Scott Steiner
- WWE Hall of Fame (classe del 2022) - con Scott Steiner